# Sonologia
El terme sonologia és un neologisme utilitzat per descriure l'estudi del so des de i per a una gran varietat de disciplines. La seva aplicació musical és la més habitual, i així doncs s'inclou a la musicologia sistemàtica.

## Història
La història de la sonologia està directament lligada a l'evolució de l'Institut de Sonologia, que té el seu origen a la Universitat d'Utrecht sota el nom de STEM (Studio for Electronic Music), successor dels laboratoris d'investigació Philips a Eindhoven. Més tard, l'Institut de Sonologia, va ser traslladat al Conservatori Reial de la Haia.

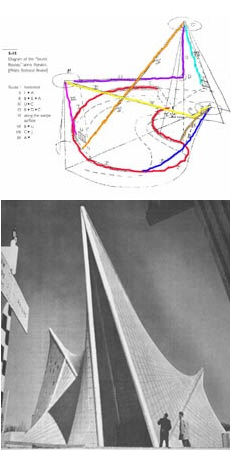
Rutes del so al Pavelló Philips

### l1956-1960: Música electrònica al Laboratori d'Investigació Philips a Eindhoven
El departament d'acústica del laboratori d'investigació de l'empresa Philips comptava amb una llarga tradició com a pioner en l'àrea de proves de diferents àmbits com la reverberació, els instruments de música electrònica, el disseny d'altaveus i micròfons, la síntesis de so, l'investigació, la percepció i l'estereofonia.
Al 1956 van obrir un estudi de música electrònica en aquest departament. Les produccions que hi van realitzar van catapultar la música funcional, per cine animat, ballet i exposicions i la música popular pels discs de gramòfon (grafit).
El punt àlgid de les activitats artístiques d'aquest estudi de música electrònica de Philips va ser el Pavelló Philips, una performance automatitzada amb imatge, color i música electrònica en un edifici especialment dissenyat per Iannis Xenakis per la Exposició Universal a Brussel·les al 1958. El projecte va ser dirigit per l'arquitecte Le Corbusier i la música electrònica va ser composta per Edgard Varèse a l'estudi de Eindhoven. La peça d'aquesta performance s'anomena Poème Électronique i consistia en tres pistes de so que es distribuïen mitjançant un sistema de 350 altaveus dividits en diferents grups i rutes de manera que els sons podien saltar o moure's poc a poc a través de l'espai.

### 1960-1964: Trasllat de l'estudi d'Eindhoven a la Universitat de Utrecht
Al 1960 Philips va decidir que els laboratoris d'investigació havien passat a ser un espai de treball per a compositors i que per tant ja no satisfeien les necessitats directes de les empreses.
Així doncs després d'explorar les possibilitats de continuar l'estudi amb diferents organitzacions, finalment va ser traslladat a la Universitat d'Utrecht sota el nom de STEM.

### 1964-1967: STEM sota la direcció artística de Gottfried Michael Koenig[calcitació]
Gottfried Michael Koenig, reconegut compositor neerlandès, des de 1961 assistia amb regularitat com a conferenciant a la Gaudeamus Muziekweek a Utrecht.
Al 1964, Koenig es va convertir en el director artístic de STEM. Sota el seu lideratge va créixer fins a convertir-se en un gran estudi amb reconeixement internacional com a institut per la producció, educació i investigació.
Al 1966 van fundar un curs internacional anual de música electrònica que encara ara existeix.

### 1967-1986: STEM passa a ser l'Institut de Sonologia[calcitació]
La fama internacional de l'institut va augmentar amb l'arribada d'un PDP-15, un equipament que es va utilitzar per desenvolupar programes de composició algorítmica i de síntesis digital de so com per exemple el PR1, el PR2 i l'SSP (els tres de Koenig), el MIDIM/VOSIM (de Werner Kaegi) o el POD (de Barry Truax), tots fites en la història de la música per a ordinador.
En l'àmbit dels estudis analògics, àrea tècnica del control de voltatge, es va seguir dissenyant i construint nous equipaments, i encara ara és així.
Per molts compositors de renom com Cort Lippe, Robert Rowe, Dirk Reith, Wolman Amnón, Piché Jean o Takayuki Rai, les seves experiències a l'Institut de Sonologia van formar la base per la seva feina posterior.

### 1986-Actualitat: L'Institut de Sonologia s'incorpora al Conservatori Reial de la Haia[calcitació]
A part dels cursos anuals, es crea una titulació de grau en el conservatori, de quatre anys i un màster de dos.
Els punts principals en el programa educatiu continuen sent: la producció de música electrònica, la síntesis de so digital, la composició algorítmica, la tècnica de control de voltatge i la teoria musical.
Amb l'auge de la música electrònica en viu, es remarca la importància en els models de composició i els aspectes tècnics de software i hardware, i les interfícies i equips necessaris per realitzar-ho són dissenyats i construïts al taller d'electrònica.

## Centres de desenvolupament i estudi

### Conservatori Reial de la Haia
L'Institut de Sonologia forma part del Conservatori des del 1986. Compta amb sis estudis, una sala de conferències, un taller i una sala d'arxiu.
Tot i que les àrees tradicionals de la sonologia són la producció de música electrònica, la composició algorítmica, la música electrònica en viu, la investigació de les propietats del so i de les estructures musicals, també hi són representades altres disciplines on el so electrònic cada vegada pren més importància com el cine experimental o l'arquitectura.

### Centre de Sonologia Computacional a la Universitat de Pàdua
El Grup de So i Música Computacional pertany al Departament d'Enginyeria Informàtica de la Universitat de Pàdua, porta actiu des de la dècada del 1970. Es centra en la investigació científica, l'educació i la difusió de totes les disciplines relacionades amb l'aplicació de les noves tecnologies en la música i el so.
Des de la creació del Centro di Sonologia Computazionale (CSC), les activitats del grup s'han basat sempre en un punt de vista interdisciplinari, col·laborant investigadors i músics i col·laborant, també, amb diferents organitzacions, tant a nivell nacional com a nivell internacional.
Les activitats d'investigació inclouen la síntesis de so basada en models físics, les representacions 3D del so, les pantalles auditives i la retroalimentació auditiva en interfícies multi-modals, les tècniques digitals d'àudio i post-processament i l'anàlisis i modelatge de contingut expressiu i emocional de la interacció en la interpretació musical.
Les activitats d'ensenyament inclouen el curs d'Informàtica Musical en el màster d'Enginyeria Informàtica, la supervisió d'estudiants de doctorat amb projectes d'investigació sobre tecnologies del so i la música i l'allotjament d'estudiants Erasmus.

### Kunitachi College of Music de Tòquio
La Kunitachi College of Music va ser fundada al 1926, però fins al 1991, el Departament de Sonologia no s'hi va establir. Des de llavors, la creació de música per a ordinador i els treballs d'investigació es realitzaven en un entorn d'estudi basat principalment en ordinadors NeXT i estacions de treball IRCAM de processament de senyals. Des del 1993, els ordinadors SGI s'utilitzen amb la fi d'enriquir el camp de l'animació per ordinador i l'art multimèdia però finalment van acabar passant a un entorn MacIntosh.

### Escola Superior de Música de Catalunya
L'ESMUC és un centre oficial d'iniciativa pública que imparteix a Catalunya el Grau de Música des del 2001, en el marc de la nova ordenació dels ensenyaments artístics i la seva inserció a l'Espai Europeu d'Ensenyament Superior. El seu departament de sonologia basa el seu ensenyament en les següents disciplines: acústica, tecnologia musical, informàtica musical, síntesis i processament del so, psicoacústica, electrònica, gravació musical i postproducció, disseny de so, construcció d'aparells i interfícies musicals i programació informàtica.

### Escola Superior de Música Jam Session de Barcelona
L'escola superior de música Jam Session és un centre oficial d'inciativa privada que imparteix a Catalunya el Grau de Música, també dins el marc de l'EEES. Compta amb les especialitats d'Interpretació, Pedagogia i Sonologia amb una aplicació més destinada a la producció musical.

### Conservatori Superior de Música "Joaquín Rodrigo" de València
El conservatori superior de música de València inclou l'especialitat de sonologia a l'any 2015.

## Aplicacions
Existeixen una gran varietat d'aplicacions de l'estudi de la sonologia. Tot i que la principal és l'aplicació musical també existeixen aplicacions en la localització o aplicacions en la medicina.

## Música

### Acústica

Exemple de refracció i reflexió

L'acústica és una branca de la física interdisciplinària que estudia la propagació del so (ones mecàniques que es propaguen a través de la matèria) mitjançant models físics i matemàtics. Principalment, l'acústica, es basa en tres teories:
- Teoria estadística: relació entre la reflexió i l'absorció.
- Teoria geomètrica: utilització de les formes i superfícies per guiar les ones i utilitzar les reflexions de forma eficient.
- Teoria ondulatòria: anàlisis físic de la resposta real que dona un espai acústic, a les diferents freqüències i a les seves característiques (longitud d'ona, amplitud...).

Les diferents àrees d'estudi de l'acústica més importants són:
- Acústica arquitectònica: estudi del control del so en recintes habitables.
- Psicoacústica: estudi de la percepció del so en els humans.
- Acústica musical o Organologia: estudi de la producció del so dels diferents instruments musicals, també de l'afinació, relacionant la freqüència dels sons amb els tons de les escales musicals i els temperaments.
- Electroacústica: estudia el tractament electrònic del so, incloent la captació, el processament, l'amplificació i l'emissió.

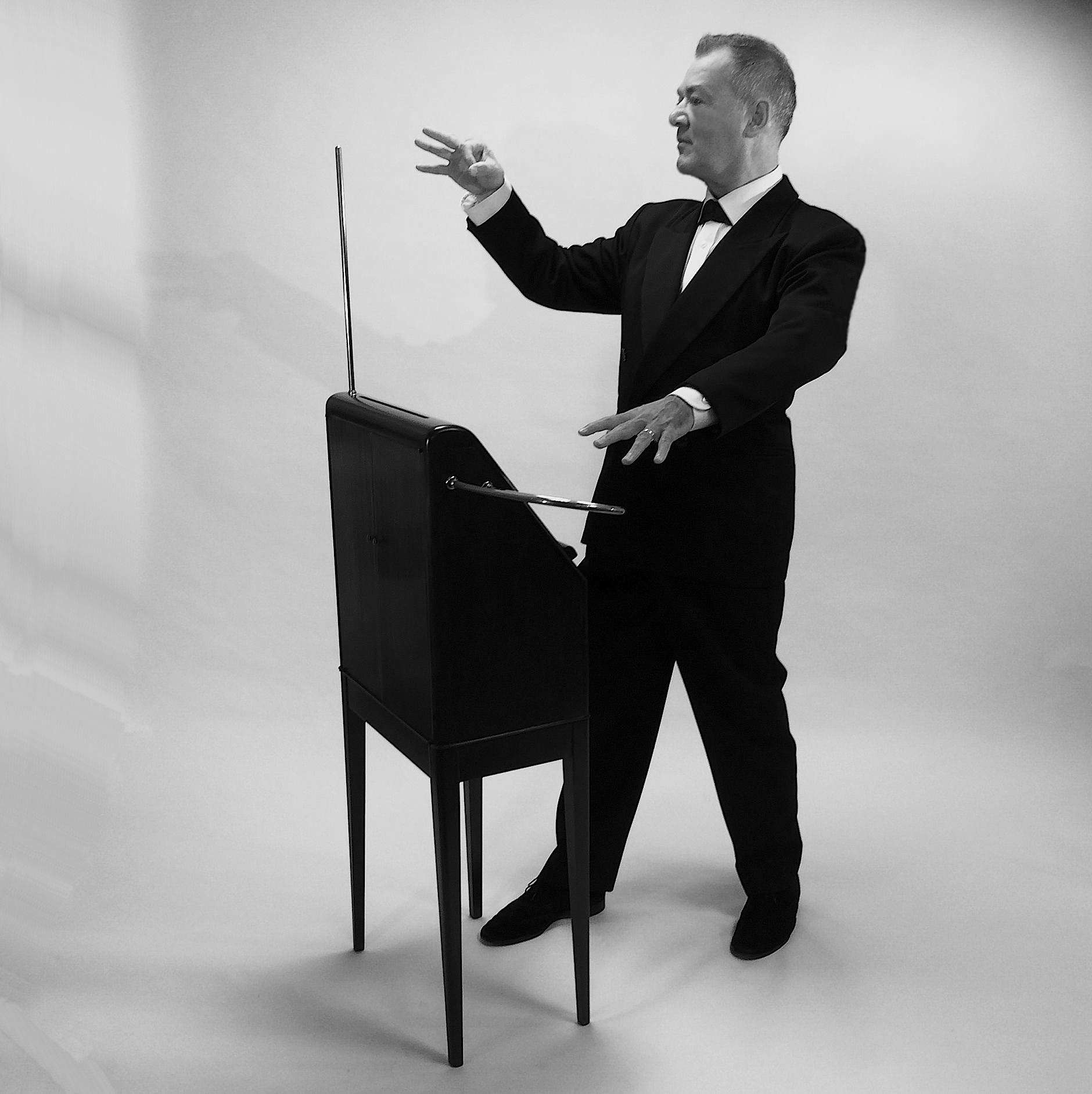
Bruce Woolley & RCA Victor Theremin

### Producció de sons electrònics
La producció de sons electrònics es pot dividir en dos vessants depenent de la seva naturalesa:
- Producció electromecànica: com la guitarra elèctrica o els orgues Hammond.
- Producció purament electrònica: com el Theremin, un sintetitzador o un ordinador.

### Síntesi de so

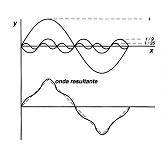
Síntesis additiva

La síntesis del so es basa en la creació de sons mitjançant elements no acústics. En l'àmbit analògic amb variacions de voltatge, i en l'àmbit digital mitjançant softwares. Existeixen diferents tipus de síntesis, els més comuns són:
- Síntesis additiva: es basa en la idea continguda al teorema de Fourier, segons el qual tot so complex és el resultat de la suma d'ones sinusoidals simples. Per tant, seguint el procés a la inversa es poden formar ones complexes a partir de ones simples.
- Síntesis subtractiva: es sintetitza el so mitjançant la filtració d'una ona complexa. El senyal passa a través d'un filtre que modifica el seu contingut harmònic, atenuant o reforçant determinades àrees del espectre de la senyal.
- Síntesis per modulació: consisteix en alterar paràmetres d'una ona amb una altra ona. Hi ha dos mètodes habituals:
  - Síntesis per modulació d'amplitud (AM): altera l'amplitud d'una senyal portadora en funció de l'ona moduladora.
  - Síntesis per modulació de freqüència (FM): altera la freqüència d'una ona portadora en funció de la forma de l'ona moduladora.

### Composició algorítmica
Es basa en la utilització d'algorismes per crear música. Un algorisme es defineix com un conjunt prescrit d'instruccions o regles ben definides, ordenades i finites que permeten realitzar una activitat mitjançant passos successius sense que generin dubtes a qui realitza l'activitat. Donats un estat inicial i una entrada, seguint els passos successius s'arriba a un estat final i s'obté una solució.

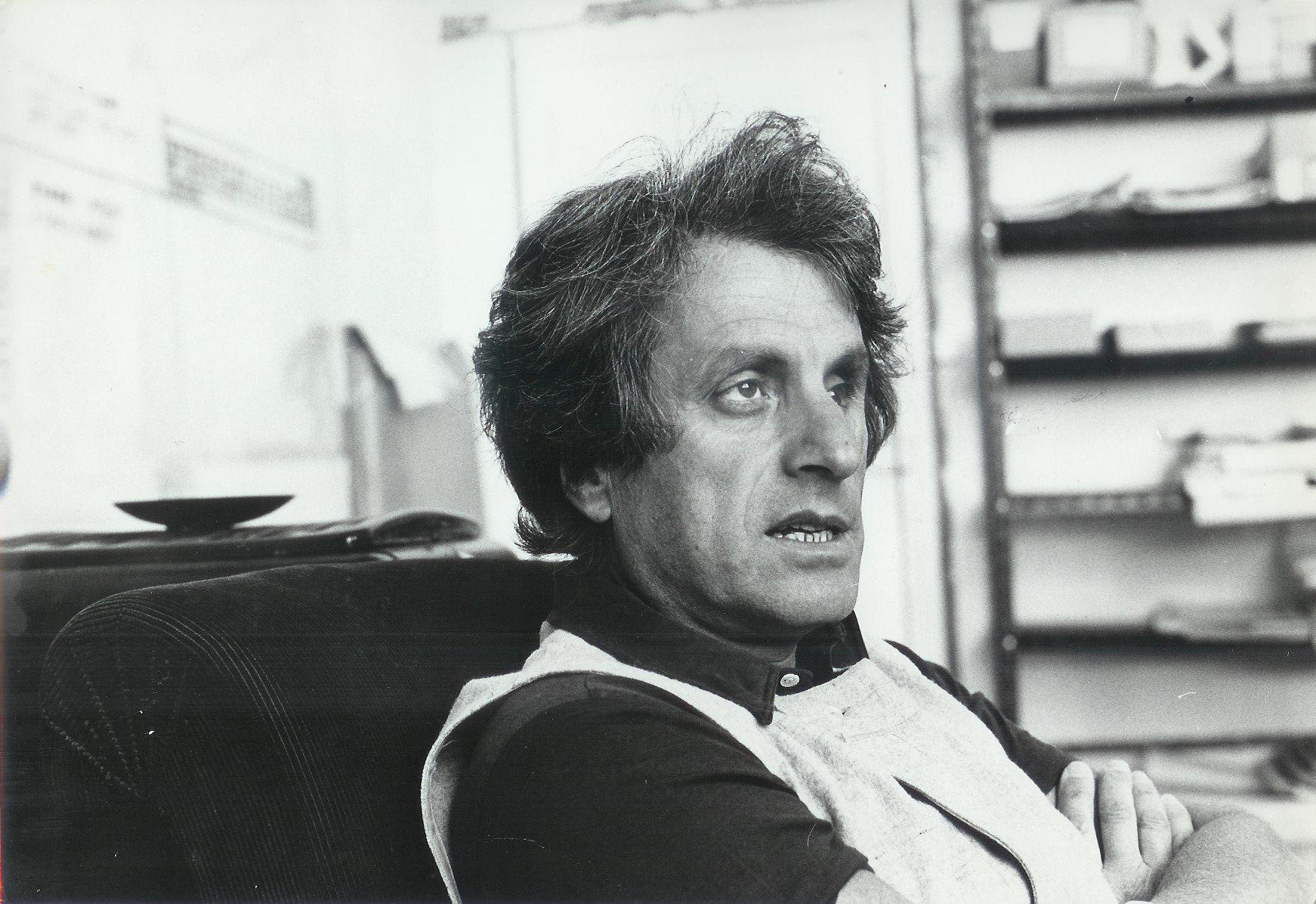
Iannis Xenakis

A la música el terme està generalment reservat per l'ús de procediments formals per a fer música sense la intervenció humana, ja sigui a través de la introducció de la possibilitat de procediments o mitjançant l'ús d'ordinadors. Hi ha una diferència radical, tant en termes filosòfics com en resultats auditius, entre els compositors que utilitzen procediments indeterminats per compondre música (com per exemple l'estocàstic) i els que utilitzen procediments que donen uns resultats deterministes causats per una entrada fixada en el algorisme. També és molt important pel producte final l'assignació dels diferents sons pels diferents valors.
Els autors més rellevants d'aquest tipus de composició són Iannis Xenakis i Karlheinz Stockhausen.

### Informàtica musical
Aquest terme fa referència als diferents processos que es realitzen, mitjançant diferents softwares, utilitzant el so com a matèria primera. El seu ús està molt estès i existeix una gran varietat de tipus de programes, els més habituals són:
- Anàlisis d'àudio: espectròmetres. Ens donen informació sobre les ones sonores i les seves característiques. Un exemple d'aquest tipus de softtware seria el Sonic Visualiser o el WaveSurfer.
- Seqüenciador: permet programar i reproduir sons de forma seqüencial (amb un ordre temporal), utilitza el mateix principi que una capsa de música. El protocol més estès és el MIDI. Els softwares més comuns són Pro Tools, Reaper, Logic Pro i Cubase entre d'altres.
- Editor de partitures: permeten escriure música tal com es veuria escrita en un pentagrama, normalment s'utilitza el protocol MIDI per interaccionar amb un seqüenciador. Alguns exemples d'aquest tipus de programari són Sibelius, Finale, MuseScore o GuitarPro.
- Editor d'àudio: permet editar directament la forma d'ona sonora, amb representació digital. El software més comú és l'Audacity.
- Programables: permeten programar la teva interfície. Alguns exemples són Pure Data, MAX/MSP, o PWGL.[4]

## Navegació
Per la navegació s'utilitza un sistema d'ecolocalització anomenat sonar, principalment utilitzat per la navegació en medis aquàtics. El sonar es basa en l'emissió d'ones sonores i l'anàlisis del retorn d'aquestes ones. Depenent de les variacions en les seves característiques (angle, temps, longitud) generarà una imatge o altre. S'utilitza majoritàriament per obtenir informació del fons marí.

## Medicina
El so s'utilitza com una eina mèdica principalment en dos tractaments o procediments:
- Ecografia: consisteix en un sistema d'ecolocalització, semblant al sonar però en una escala menor. S'utilitza per crear una imatge de les parts internes del cos.
- Litotrícia extracorpòria per ones de xoc (LEC): utilitza polsos acústics per, mitjançant la vibració que generen aquestes ones, trencar els litiasis renals i els litiasis biliars. Aquest sistema va sorgir als anys vuitanta i és el més utilitzat per tractar aquestes malalties.

## Religió
L'Església de la Sonologia va sorgir al Regne Unit, és un grup no-teista molt reduït que es dedica a l'exploració de les propietats alliberadores del so, com per exemple les formes d'ona que rodegen als éssers humans o com el so instrueix i emociona a les persones, a través de l'amplificació, l'il·luminació i la ressonància. Els seus rituals són denominats amplificacions sonològiques.